# 横山美術館
横山美術館（よこやまびじゅつかん）は、愛知県名古屋市東区葵に所在する私設美術館。
プロトコーポレーション創業者横山博一の収集品を収蔵展示、運営は公益財団法人横山美術館。

## 概要
名古屋市の実業家・横山博一が、1998年（平成10年）から個人で蒐集した明治・大正期に作陶され輸出された名古屋絵付の里帰り品など陶磁器約4,000点を収蔵するもので、2017年（平成29年）10月1日に開館した。
美術館は5階建てで1階から3階が常設展示スペースとなっており、オールドノリタケなど約500点が展示されているほか、4階は企画展示スペースとなっており年に2・3回のペースでテーマに沿った展示が行われる。また、5階には多目的ホールや図書コーナーが設けられている。

## アクセス

### 鉄道
- 名古屋市営地下鉄東山線「新栄町駅」下車（1番出口）、徒歩で約4分。
- 名古屋市営地下鉄桜通線「高岳駅」下車（3番出口）、徒歩で約4分。

### バス
- 名古屋市営バス「布池」停留所下車。南へ徒歩2分（栄12・15号系統、鶴舞11号系統、東巡回系統）。

## 近隣施設
- 名古屋市芸術創造センター
- 布池教会
- ヤマザキマザック美術館